# Alba Spugnini
Alba Chiara Spugnini Santomé, más conocida como Alba Spugnini, (Arona, 30 de junio del 2000) es una jugadora de balonmano española que juega de pívot en el Rocasa Gran Canaria de la Liga Guerreras Iberdrola. Es internacional con la selección femenina de balonmano de España.
Su primer gran campeonato con la selección fue el Campeonato Europeo de Balonmano Femenino de 2022.
En marzo de 2023 se anunció su marcha al Minaur Baia Mare de Rumanía.

## Palmarés

### Rocasa Gran Canaria
- Copa Europea de la EHF femenina (1): 2022
- Supercopa de España femenina (1): 2020

## Clubes
| Club                  | País    | Año         |
| --------------------- | ------- | ----------- |
| Club Balonmano Tejina | España  | - 2019      |
| Rocasa Gran Canaria   | España  | 2019 - 2023 |
| Minaur Baia Mare      | Rumania | 2023 –      |